# Cozzo del Pellegrino
Il Cozzo del Pellegrino, con i suoi 1987 metri di elevazione sul livello del mare, è la vetta più elevata dell'omonimo massiccio (conosciuto anche come Monti di San Donato di Ninea o Dorsale del Pellegrino), non fa parte dei Monti di Orsomarso in quanto quest'ultimi sono solo quelli siti nel territorio di Orsomarso

## Descrizione
Il monte è situato a sud ovest del Parco, nel comune di San Donato di Ninea, in provincia di Cosenza.
La vetta di Cozzo del Pellegrino costituisce il punto più elevato di un anfiteatro composto da Cozzo dell'Orso (1561 metri s.l.m.), Schiena dei Lacchicelli (1736 metri s.l.m.), ad ovest, e La Calvia (1910 metri s.l.m.), La Cresta (1619 metri s.l.m.), Cozzo di Valle Scura (1824 metri s.l.m.), Serra Paratizzi (1795 metri s.l.m.) ad est. Il suddetto anfiteatro è la testata valliva della Valle dell'Abatemarco, dove La Carpinosa costituisce la sorgente del fiume Abatemarco, che con una lunghezza di circa 20 km, attraversa l'intera valle e sfocia nel Mar Tirreno.
Il Cozzo del Pellegrino ha natura rocciosa dolomitica, così come per gli altri rilievi del Parco Nazionale del Pollino. È un rilievo montuoso, infatti il tempo ha scavato in questa montagna un impressionante canalone di roccia, che dalla vetta (1987 metri s.l.m.) scende fino alla Carpinosa (654 metri s.l.m.), nella valle dell'Abatemarco. Il canalone è in continua erosione, non è raro assistere ad una scarica di pietre e massi che si staccano dalla roccia per scendere a valle. Ad est di questo canalone, ne troviamo un altro molto simile: è il canalone di La Calvia, così che la vista frontale della montagna offre uno spettacolo senza precedenti.
La vetta è meta di numerose escursioni e scalate alpinistiche (queste ultime risalendo per il canalone dalla Carpinosa) poiché offre un panorama a 360 gradi, ad ovest troviamo il Mar Tirreno, e ad est il Mar Ionio, a nord il Massiccio del Pollino, con le vette di Serra del Prete (2181 metri s.l.m.), Monte Pollino (2248 metri s.l.m.), Serra Dolcedorme (2267 metri s.l.m.), ed a sud l'Altopiano della Sila. Il panorama offre una vista anche sui restanti Monti dell'Orsomarso:
- a nord troviamo Monte Palanuda (1632 metri s.l.m.), Monte Caramolo (1827 metri s.l.m.), Serra della Lupara (1803 metri s.l.m.), Timpone Scifarello (1763 metri s.l.m.), con gli ultimi tre rilievi che racchiudono l'affascinante Piano di Novacco, un altopiano situato nel comune di Saracena (CS);
- a sud-ovest troviamo il Monte La Mula (1935 metri s.l.m.), il Montalto (1956 metri s.l.m.) sull'Aspromonte, ed un sottogruppo del Massiccio del Pellegrino, ovvero il Gruppo della Montea, con le vette di La Montea (1825 metri s.l.m.), Monte Frattina (1535 metri s.l.m.), Monte La Caccia (1744 metri s.l.m.), Monte Petricelle (1785 metri s.l.m.) noto per essere il gruppo più roccioso ed impervio del Massiccio;
- ad ovest troviamo la Valle dell'Abatemarco, nella quale spicca un curioso monte isolato, il Monte Trincello (1178 metri s.l.m.), anch'esso appartenente ai Monti dell'Orsomarso.
- Se lo sguardo invece si concentra a nord-ovest, possiamo ammirare il Piano La Sepa, un pianoro situato a 1363 metri s.l.m. nel comune di Verbicaro. Dal pianoro, a strapiombo sulla Valle dell'Abatemarco, troviamo i dirupi di Boccademone, costituiti da rocce sulle quali sono radicati splendidi esemplari di pino loricato (pinus leucodermis), che è simbolo del Parco Nazionale del Pollino.

## Come arrivare in vetta
- Versante di San Donato di Ninea

Per giungere in vetta esistono più percorsi, ma quello più frequentato è certamente il percorso segnato dal Club Alpino Italiano (CAI), che parte dal Rifugio del Piano di Lanzo e si dirige verso La Cresta, poi verso La Calvia, ed infine verso Cozzo del Pellegrino. È un percorso molto suggestivo, perché offre stupendi panorami già prima di arrivare in vetta.
- Versante di Verbicaro

Altro percorso molto suggestivo per arrivare in vetta è quello che parte da Verbicaro.
Verbicaro è raggiungibile:
- Via auto, percorrendo la SS18, il centro abitato di Marcellina e la SP5.
- Via treno, le stazioni più vicine sono Marcellina-Verbicaro-Orsomarso e Scalea-Santa Domenica Talao, entrambi sulla costa tirrenica, rispettivamente a circa 11 e 20 km dal centro abitato.
- Via aereo, attraverso lo scalo all'aeroporto di Lamezia Terme in direzione Sud o all'aeroporto Napoli Capodichino in direzione nord.

Percorrendo la SP5, si arriva ad un punto in cui si inizia a scorgere l'abitato di Verbicaro. Proseguendo ancora, si arriva ad un bivio: sulla destra si scende nel centro abitato, mentre imboccando la strada sulla sinistra, si evita il centro abitato.
Scegliendo la strada sulla sinistra, la cosiddetta circumvallazione Monache-Calvario, sarà più facile raggiungere la strada montana. Si percorre la circumvallazione monache-calvario fino ad arrivare allo stadio Pietro Mancini, e si imbocca la strada asfaltata in salita sulla sinistra.
Percorrendo per circa 3 km la strada si giunge alla località Campicelli (904 metri s.l.m.), in cui termina la strada asfaltata ed inizia una strada sterrata, percorribile con fouristrada. Le opzioni ora sono due: continuare per la strada sterrata in fuoristrada (fortemente consigliato) oppure, se non si dispone di un fuoristrada, lasciare l'auto e proseguire a piedi (non è questa l'opzione migliore, dato che si devono percorrere da qui circa 11 km per raggiungere la vetta).
Se si inizia il trekking da Campicelli, si percorre la strada sterrata evidente fino al Piano La Fratta. Dopo circa un'ora di cammino e circa 4 km percorsi, si giunge, dopo una piccola discesa, ad un bivio, e ci si dirige verso destra. Dopo alcuni passi ci si trova in un pianoro con un lago artificiale ed una fonte; siamo al lago del Piano La Fratta, a 1205 metri s.l.m.. Con il lago alle spalle, ci muoviamo in direzione sud-est, ed imbocchiamo una strada evidente in ghiaia e sabbia, che si percorre per circa 15 minuti, dopodiché si giunge ad un bivio: si deve proseguire avanti, e dopo pochi minuti si giunge ad una fonte con delle vasche in cemento: è la Fonte di Novacco. Continuando ad andare avanti dopo un paio di minuti si piega verso destra in direzione di un canalino che ci condurrà al Piano La Sepa. E non appena terminata l'ascensione del canale (trekking) i nostri occhi sono allietati da uno splendore unico: il Cozzo del Pellegrino!
Discendendo nella valle, si può fare una sosta al Rifugio del Piano La Sepa. Da qui in poi, fino al Cozzo del Pellegrino, l'escursione procede senza sentiero ed è quindi fortemente sconsigliata a chi non conosce la zona. Un modo avventuroso per raggiungere la vetta è di addentrarsi nel bosco tenendo sempre sulla propria destra i dirupi di Boccademone fino a Cozzo dell'Orso, prima, e da qui, fino al Cozzo del Pellegrino. Dal Piano La Sepa fino in vetta si impiegheranno circa altre tre ore, che sommate alle due precedenti(da Campicelli al Piano La Sepa) fanno un totale di 5 ore, e pertanto questo percorso è consigliato solo ad escursionisti esperti.
Se si vuole affrontare un percorso meno impegnativo, si può optare di arrivare alla Fonte di Novacco in fuoristrada, e qui lasciando il fuoristrada, si imbocca il canalino di cui si è detto in precedenza, e si giunge dopo pochi minuti al Piano La Sepa. E come prima da qui ci separano circa 3 ore dalla vetta. Ma questo percorso è comunque sconsigliato ai non esperti per via dell'assenza di sentiero da Piano La Sepa a Cozzo del Pellegrino.